# Termociclador
Un termociclador, màquina de PCR o reciclador tèrmic de PCR, és una màquina usada en biologia molecular que permet realitzar de forma automàtica i programada els cicles de temperatures necessaris per a una reacció en cadena de la polimerasa d'amplificació d'ADN o per a reaccions de seqüenciació amb el mètode de Sanger.
Essencialment l'aparell conté una petita cambra on la temperatura és controlada de forma precisa per una resistència que transmet la seva escalfor a un bloc metàl·lic que actua com a gradeta per als tubs Eppendorf que contenen la mescla preparada per a la reacció. El bloc permet l'escalfament i el refredament en rangs de temperatura de 4 °C a 96 °C. La tapa usualment resta en contacte amb els taps dels eppendorfs i s'escalfa per tal d'evitar la condensació d'aigua als taps en les etapes de refredament. Quan es produeix aquesta condensació provoca una variació considerable de les concentracions dels components de la mescla de reacció, ja que aquests volums de reacció acostumen a ser de l'ordre de microlitres.
Els models recents de la màquina, dotada d'un processador electrònic, permeten enregistrar programes d'execució que regulen els temps i temperatures de cada cicle i les fases inicials i finals. Els models actuals requereixen l'ús de polimerases termoestables com la Taq pol derivades de les que usen organismes extremòfils com Thermus aquaticus o Pirococcus furiosus.

## Història
Els primers cicladors tèrmics van ser dissenyats per utilitzar-los amb el fragment de Klenow de l'ADN polimerasa I. Com que aquest enzim és destruït durant cada pas de calefacció del procés d'amplificació, calia afegir-hi nou enzim a cada cicle. Això va conduir a una màquina aparatosa basada en un xuclador automatitzat, amb tubs de reacció oberts. Posteriorment, el procés PCR es va adaptar a l'ús de l'ADN polimerasa termoestable de Thermus aquaticus, cosa que va simplificar molt el disseny del ciclador tèrmic. Mentre que en algunes màquines antigues el bloc està submergit en un bany d'oli per controlar la temperatura, en les màquines PCR modernes s'utilitza habitualment un element Peltier. Els cicladors tèrmics de qualitat sovint contenen blocs de plata per aconseguir canvis ràpids de temperatura i temperatura uniforme a tot el bloc. Altres màquines tenen múltiples blocs amb gran capacitat de calor, cadascun dels quals es manté a temperatura constant i els tubs de reacció es mouen entre ells mitjançant un procés automatitzat. S'han creat cicles tèrmics miniaturitzats en els quals la barreja de reacció es desplaça per canal per zones fredes i calentes d'una càpsula micro-fluïda. Els cicladors tèrmics dissenyats per a PCR quantitativa tenen sistemes òptics que permeten controlar la fluorescència durant els cicles de reaccions.